# Norman Mailer, I'm pregnant!
Norman Mailer, I'm pregnant! es el 93er episodio de la serie de televisión norteamericana Gilmore Girls.

## Resumen del episodio
Lorelai, Sookie y Michel se sienten muy halagados cuando Norman Mailer, un reconocido escritor, llega al Dragonfly con un reportero. Sin embargo, Mailer sólo pide té helado y nada de comer, para molestia de Sookie. Y además, haciendo cuentas, Lorelai recibe la recomendación de eliminar los almuerzos del menú, por no ser rentables, hasta lograr ganancias suficientes como para asumir esta inversión. La noticia no le cae nada bien a Sookie, quien dice salir perdiendo; Lorelai le pregunta a Sookie qué le está sucediendo, debido a su actitud, y ella responde dramáticamente que está embarazada de nuevo. En otro lado, Rory descubre una sociedad secreta de Yale, en la cual Logan Huntzberger -hijo de un magnate dueño de un periódico- y sus antepasados fueron miembros; aunque él primero lo niega, después acepta darle a Rory suficiente información para elaborar el reportaje; Lorelai y Rory llegan a casa de los Gilmore para cenar, pero al no estar ninguno de ellos deciden ordenar pizza. Christopher llama a Lorelai para que lo ayude a cuidar a GG, pues Sherry se fue a París. Pero Rory le pide a su padre que no llame a Lorelai, pues podría malograr la relación que ella tiene con Luke.

## Curiosidades
- El escritorio de Logan primero aparece frente al de Rory y luego en diagonal al de ella.
- Las chicas Gilmore primero van a donde Emily, y después pensaron en ir donde Richard. ¿No era lo primero ir por las bebidas en la casa de la piscina y luego la cena en la mansión?, además: ¿no sería más lógico que la abuela les avise de antemano de su ausencia si era algo planificado?
- Cuando Rory entra a su habitación y se acuesta no cierra la puerta, pero cuando habla con Lorelai por teléfono, esta aparece cerrada
- La hebilla de la cartera (bolso) de Rory baja y sube en su hombro entre una toma y otra, cuando ella llega por vez primera al periódico (min. 03).
- Cuando Dean habla por teléfono con Rory, está cargando los perros calientes a la máquina, pero en ciertas tomas estos disminuyen (aunque deberían ser siempre más) o aumentan notablemente (15:20).
- Luego de que Lorelai entra al local de Luke, este le sirve café, pero la taza tiene la oreja hacia su izquierda, en la siguiente toma la tiene hacia la derecha (39:52).